# Motte Gripekoven
Die Motte Gripekoven ist als Motte Alt-Gripekoven der im Sumpf des Alsbaches beziehungsweise „Mühlenbaches“ gelegene Überrest einer befestigten Holz-Erde-Burg der ritterlichen Herren von Gripekoven/Gripinghoven im Wegberger Ortsteil Beeck im Kreis Heinsberg in Nordrhein-Westfalen.
Keramikfunde und die urkundliche Erwähnung lassen vermuten, dass die (zweiteilige) Motte (Turmhügelburg) – wie andere in dieser Region – um das Jahr 1200 angelegt wurde. Da die Motte und ihr Zugang unmittelbar hinter dem dazu gehörenden Hof „In Gripekoven 9“ liegt, kann sie nur mit Erlaubnis des Eigentümers besichtigt werden.

## Neu-Gripekoven
Zu Beginn des 14. Jahrhunderts versuchte der einflussreiche Ritter Gerhard von Engelsdorf, hier mit dem Bau einer weitläufigen steinernen Wasserburg („Neu-Gripekoven“) und der Gerichtsbarkeit über das nahe gelegene Dalen eine Herrschaft zu etablieren, was schließlich den territorialen Interessen des Markgrafen von Jülich zuwiderlief. Nachdem Neu-Gripekoven kurzzeitig von einem Bündnis unter dem Ritter Goswin von Zievel besetzt worden war und von hier aus „unberechtigte Fehde“ beziehungsweise räuberische Erpressungen gegen durchziehende Kaufleute stattfanden – wobei vermutet wird, dass dies ein abgesprochenes Komplott des Markgrafen gegen den Standort der Burg des von Engelsdorf war – wurde die Anlage unter Aufbietung von 1500 bis 2500 Mann (Ritter, Schanzer, Knechte) im Juni 1354 wochenlang belagert und nach Aufgabe der Belagerten bis auf Grundmauerreste komplett abgetragen, während die vorgeblichen „Raubritter“ nicht etwa abgeurteilt wurden, sondern mit ihrer Habe frei ziehen durften – und Emond von Engelsdorf, der Sohn Gerhards, mit Burg Nothberg bei Eschweiler, sowie ein weiteres Mal mit der Wildenburg in der Eifel für die Zerstörung Gripekovens entschädigt wurde.
Auf den Äckern im Umkreis von 500 Metern fanden sich in den letzten Jahrzehnten rund 30 eindrucksvoll schwere Blidenkugeln, mit denen sich die Belagerten zur Wehr gesetzt hatten. Bis in die frühen 1950er Jahre waren noch Grundmauern der ehemals vorhandenen Türme mit etwa 100 Zentimetern Wandstärke zu sehen. Die Anlage von „Neu-Gripekoven“ ist heute weitläufig überwuchert oder in landwirtschaftlicher Nutzung, aber die Ausmaße ihrer Gräben und Stausysteme sind noch immer beeindruckend.